# Iñaki Bea
Iñaki Bea Jauregi est un footballeur espagnol né le 27 juin 1978 à Amurrio, qui évoluait au poste de défenseur central avant de devenir entraîneur.

## Palmarès
Real Valladolid
- Champion de Liga Adelante en 2007.